# 다뉴브강
다뉴브강(라틴어: Danubius 다누비우스[*], 영어: Danube 다뉴브[*]) 또는 도나우강(독일어: Donau, 문화어: 두나이강)은 독일 남부에서 발원하여 루마니아 동쪽 해안을 통해 흑해로 흘러가는, 길이 2,860 km의 유럽에서 두 번째로 긴 강이다. 다뉴브강은 독일 남부의 브레게강과 브리가흐강이 합류하면서 시작되어 동쪽으로 흘러 오스트리아와 헝가리의 대평원을 지나 헝가리의 수도 부다페스트에 이른다. 여기서 강은 남쪽으로 방향을 바꾸어 흐르면서 카르파티아산맥과 발칸산맥 사이를 통과하는데 이곳은 철문(鐵門, Iron Gates)이라고 불리는 유럽에서 가장 깊은 협곡이다.
하류에 이르면 저지대인 루마니아 남부의 왈라키아 평원을 지나게 되고 도브루자 구릉지대를 만나면서 북쪽으로 방향을 바꾸어 흐르다가 다시 동쪽으로 흘러 비로소 흑해로 유입된다. 강 하구에서는 세 개의 주요 분류로 나뉘면서 삼각주를 형성하는데 그 면적은 약 5,000 km2이다.
강이 흐르는 지역에 따라 불리는 이름은 다음과 같다.
- 독일, 오스트리아: 도나우강 (Donau)
- 슬로바키아: 두나이강 (Dunaj)
- 헝가리: 두너강 (Duna)
- 크로아티아: 두나브강 (Dunav)
- 세르비아: 두나브강 (Дунав / Dunav)
- 불가리아: 두나프강 (Дунав)
- 루마니아와 몰도바: 두너레강 (Dunăre)
- 우크라이나: 두나이강 (Дунаи)

독일의 라인 마인 도나우 운하가 1992년 건설된 이후 다뉴브강은 북해의 로테르담으로부터 흑해의 술리나까지 전 유럽을 가로지르는 3500km 수로의 일부가 되었다. 다뉴브강으로 운송된 화물량은 1987년에 1950년 수준의 13.3배인 9천 180만 톤으로 집계되었다.
1999년 코소보 전쟁 시기에 있었던 북대서양 조약 기구(NATO)의 유고슬라비아 공습 과정에서 세르비아 교량 3곳이 파괴되어 다뉴브강 운행이 한동안 힘들어졌다가 2002년 그 잔해가 모두 치워졌다.
오스트리아의 작곡가 요한 슈트라우스 2세의 유명한 왈츠로 '아름답고 푸른 도나우(An der schönen, blauen Donau)'가 있다.

## 명칭과 어원
다뉴브강은 인도유럽조어 다누 (*dānu)에서 유래한, 원시 유럽 강의 이름이다. 동일한 어근에서 만들어진 다른 강에는 두나이강, 치비나/다우가바강, 돈강, 도네츠강, 드네프르강, 드네스트르강, 지스나강, 타나강/데아트누강, 투오니강이 있다. 베다어에서, 다누는 "흐르는, 떨어지다"를 뜻하며, 아베스타어에서는 같은 단어가 "강"을 의미한다. 리그베다에서 다누는 “강의 수로를 막는 용”인 브리트라의 어머니로 한번 등장하기도 했다. 핀란드어로 다뉴브강을 뜻하는 토나바는 스웨덴어, 독일어 명칭인 도나우강에서 전래한 것으로 보인다. 사미어 명칭인 데아트누는 “거대한 강”을 뜻한다. 아베스타어의 경우처럼, 스키타이어의 다누가 “강”에 대한 총칭어일 가능성이 있다. 다나프리스(Danapris)와 다나스티우스(Danastius)에서 전래한 드네프르강과 드네스트르강은 각각 스키타이어 다누 아파라 (*dānu apara, "먼 강")과 다누 나즈디야 (*dānu nazdya, "가까운 강")에서 지속된 것으로 가정한다.
다뉴브강은 고대 그리스인들에게 이스트로스(고대 그리스어: Ἴστρος)로 알려졌다.

## 주요 도시
- 울름 - 독일
- 빈 - 오스트리아
- 브라티슬라바 - 슬로바키아
- 부다페스트 - 헝가리
- 베오그라드 - 세르비아